# II. Lipót-rend

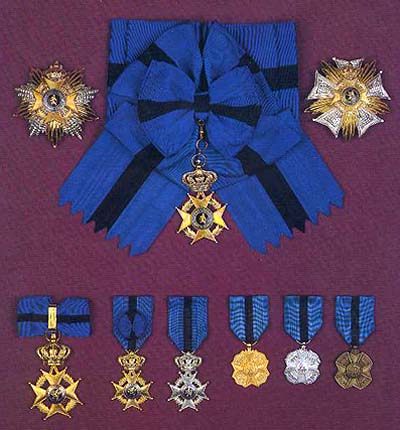
A rend kitüntetései, bal felső sarokban: nagykereszt, fent középen: nagykereszt selyemszalaggal, jobbra fent: főtiszti csillag, alsó sorban, balról jobbra: parancsnoki, tiszti és lovagi kereszt, arany, ezüst és bronzmedál

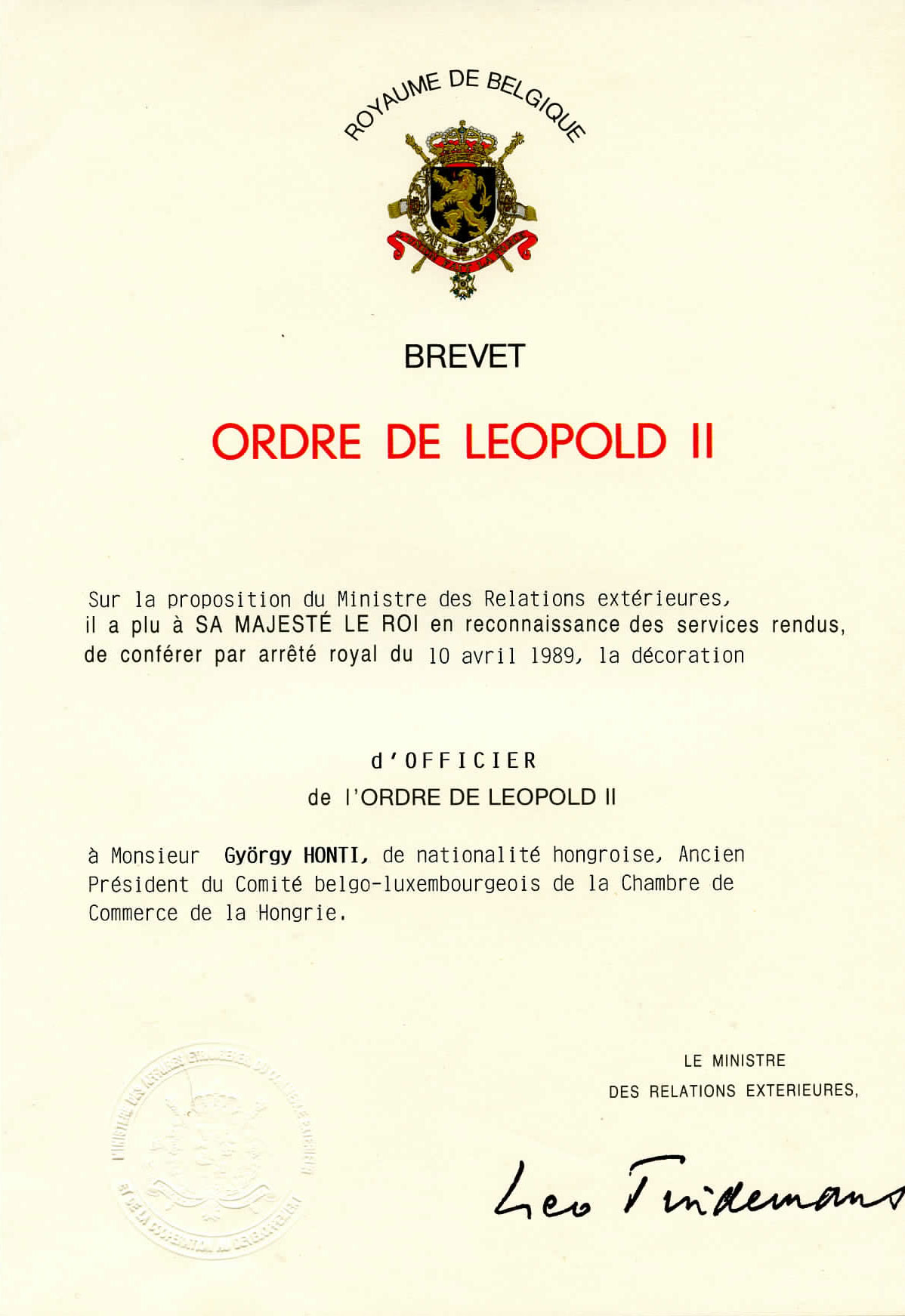
A II. Lipót-rendhez adományozott oklevél (Honti György, Officier fokozat, 1989. április 10.)

A II. Lipót-rend (Orde van Leopold II hollandul, Ordre de Léopold II franciául) belga állami kitüntetés, egyike a három, napjainkban is adományozott belga lovagrendnek. A rend jelmondata: L'union fait la force (francia) -  Eendracht maakt macht (holland), vagyis "Egységben az erő". A rendet II. Lipót belga király alapította 1900. augusztus 24-én, mint a Kongói Szabadállam uralkodója és csak 1908-ban, miután a gyarmatot a belga állam annektálta, vált állami kitüntetéssé.
A kitüntetést általában harctéren elkövetett hősies tettekért vagy a belga uralkodó szolgálatában elkövetett, egyéb kiemelkedő cselekedetekért adományozták belga vagy más állampolgárok számára. Napjaikra ez a rend is a köztisztviselők egyik kitüntetése lett hosszú, vagy kiemelkedő közszolgálati tevékenységük elismeréseként és a belga Koronarendel felváltva adományozzák. A belga állami kitüntetések és lovagrendek hierarchiájában a Lipót-rend áll az első helyen, ezt követi a Koronarend, majd pedig a II. Lipót-rend.
A II. Lipót-rendet minden alkalommal királyi rendelettel hirdetik ki minden év április 8-án (I. Albert belga király születésnapján), július 21-én (I. Lipót trónra lépésének napján) és november 15-én (Lipót neve napján).

## Fokozatok
A II. Lipót-rendnek öt fokozata és három medálja létezik:
- Nagykereszt: a kitüntetést selyemszalagon a jobb vállon, illetve a csillagot bal vállon viselik
- Főtiszt: a csillagot a bal vállon viselik
- Parancsnok: csillag szalagsávon
- Officier: csillag rozettával diszitett kitűzőn
- Ridder: csillat kitűzőn
- Aranymedál
- Ezüstmedál
- Bronzmedál

A rendnek katonai fokozata is létezik, amelyet a szalagon vagy kitűzön keresztbe tett kardok jeleztek.

## A rendjel leírása, viselete
A rend kitűzője fémből készült máltai kereszt (ezüst a lovagi és arany a magasabb fokozatoknak), a kereszt szárai között babérkoszorúval. A kereszt középpontjában lévő körben fekete zománcozott háttéren ezüst (lovag) vagy arany (magasabb fokozatok) oroszlán található, amelyet kék zománcozott hátterű gyűrűben a rend jelmondata vesz körbe: L'union fait la force franciául vagy Eendracht maakt macht hollandul ("Egységben az erő"). 1908 előtt a jelmondat még Travail et Progrès volt. A kereszt tetején a kereszttel megegyező anyagból készült korona található.
A rend csillaga tízágú, a csillag ágait felváltva ezüst és arany sugarak alkotják, közepén a rend kitűzője található.
A medál hozzávetőlegesen nyolcoldalú, belsejében dombornyomással a rend keresztje található, anyaga arany, ezüst vagy bronz.
A szalagsáv és kitűző kék, közepén fekete sávval. A különleges körülmények között adományozott kitüntetéseken a következő eltérések lehetnek:
- háborús időben a szalagsávon vagy kitűzőn keresztbe tett kardok találhatók[1]
- a szalagsávnak vagy kitűzőnek arany szegélye van, ha kiemelkedő hőstettért adományozták[2]
- a fekete sáv közepén egy arany csik található a kiemelkedő nem-katonai tettért adományozott kitüntetéseken
- a kitűzőn egy arany csillag jelzi, ha a kitüntetettet az országos napiparancsban név szerint említették
- a kitűzőn arany vagy ezüst pálmaágak jelzik, ha háborús időben a hadsereg tagjainak adományozták[3]

A szalagsáv és a kitűző közepén eredetileg fehér sáv volt (a Kongói Szabadállam címerének színei a kék és a fehér voltak), ezt 1908 után változtatták meg.

## Az adományozás feltételei
A II. Lipót-rendet (és más belga kitüntetéseket) általában meghatározott napokon kihirdetett királyi rendelettel adományozzák, ez történhet április 8-án (I. Albert belga király születésnapján), november 15-én (I. Lipót belga király nevenapján, illetve a királyság ünnepén, valamint bizonyos esetekben július 21-én (a belga nemzeti ünnepen, I. Lipót trónra lépésének évfordulóján).
A rend kitüntetéseit elsősorban a belga állam és társadalom szolgálatában elkövetett cselekedetekért adományozzák, a köztisztviselők esetében pontosan leszabályozták a szolgálati idő és kor követelményeit, míg egyéb személyek esetében a király dönt a rend odaítéléséről. A királyi rendeletet a belga hivatalos közlöny (Moniteur Belge) adja ki.
A külügyminisztérium felelős a rend felügyeletéért és a szabályozások keretén kívül eső (vagyis nem köztisztviselőknek adományozott) kitüntetések megítélésénél tanácsadói szerepet lát el. A különleges cselekedetekért adományozható kitüntetések számát a belga kormány minisztertanácsa határozza meg minden évben.
A II. Lipót-rend és más belga katonai és polgári rendek hierarchiáját törvény szabályozza, amely szerint a II. Lipót-rend rangsorban a Lipót-rend és a belga Koronarend mögött áll. Különleges esetek kivételével, ha valakit már kitüntettek az egyik renddel, akkor nem kaphat annál alacsonyabb kitüntetést, tehát ha megkapta a II. Lipót-rend parancsnoki fokozatát, akkor nem kaphatja meg a Lipót-rend lovagi vagy tiszti fokozatát.
A büntetőjogi eljárás alá volt személyek általában nem kaphatják meg a rend kitüntetését, amíg az eljárás be nem fejeződik.

## Magyar kitüntetettek
- Honti György (Tiszti fokozat, 1989)

## Fordítás
- Ez a szócikk részben vagy egészben  az   Order of Leopold II című angol Wikipédia-szócikk fordításán alapul.  Az eredeti cikk szerkesztőit annak laptörténete sorolja fel. Ez a jelzés csupán a megfogalmazás eredetét és a szerzői jogokat jelzi, nem szolgál a cikkben szereplő információk forrásmegjelöléseként.